# アヘル・アケチェ
アヘル・アケチェ・バルティア（Ager Aketxe Barrutia、1993年12月30日 - ）は、スペイン・ビルバオ出身のサッカー選手。SDエイバル所属。ポジションはMF。

## クラブ経歴
バスク州のビルバオに生まれ、2003年にアスレティック・ビルバオの下部組織に加入した。2012年からBチーム入りし、2013-14シーズンにはセグンダ・ディビシオンBの舞台で38試合に出場して6ゴール10アシストをたたき出した。2014-15シーズン、トップチームに昇格。背番号は23番。しかし、ラウール・ガルシアからポジションを奪えず、2017年1月30日にセグンダ・ディビシオンのカディスCFへレンタルされた。
2018年2月23日、ビルバオの買い戻しオプション付きでトロントFCに移籍した。加入後すぐに定位置を掴んだが、カナダの環境が肌に合わず、シーズン中に再度カディスへレンタル移籍した。
2019年7月13日、デポルティーボ・ラ・コルーニャと1年契約を結んだ。アケチェはレギュラーの座を掴んだが、チームは最終節を待たずしてセグンダ・ディビシオンB降格が決定。1年契約だったこともあり、クラブと延長交渉を行わずにデポルティーボを退団した。
2020年9月7日、UDアルメリアに2年契約で移籍した。
2021年7月27日、セグンダ・ディビシオンに降格したSDエイバルに移籍し、2年契約を交わした。

## タイトル
アスレティック・ビルバオ
- スーペルコパ・デ・エスパーニャ : 1回 (2015)